# Václav Černý (fotbalista, 1997)
Václav Černý (* 17. října 1997 Příbram) je český profesionální fotbalista, hrající na pozici křídelníka za skotský klub Rangers FC, kde je na hostování z Wolfsburgu, a za český národní tým.
Byl považován za jeden z největších talentů české kopané.

## Klubová kariéra

### Mládež
Černý působil v dorostu 1. FK Příbram. Byl na stážích v italském klubu Juventus FC, německém Hamburger SV, anglickém Chelsea FC a nizozemském AFC Ajax.

### Ajax
V lednu 2013 podepsal mládežnickou smlouvu s nizozemským Ajaxem, kam v lednu 2014 odešel (mohl jít totiž až po završení hranice 16 let). Začlenil se do zdejší proslulé fotbalové akademie. Po Zdeňkovi Grygerovi a Tomáši Galáskovi se stal třetím Čechem ve slavném amsterdamském klubu. V lednu 2015 podepsal s Ajaxem profesionální smlouvu platnou do roku 2018.

#### Sezóna 2015/16
Na začátku sezóny 2015/16 odjel na soustředění do Rakouska s A-mužstvem Ajaxu. V A-mužstvu Ajaxu debutoval 15. srpna 2015 s číslem dresu 32 ve druhém ligovém kole Eredivisie 2015/16 proti Willem II Tilburg (výhra 3:0), trenér Frank de Boer jej poslal na hřiště v 77. minutě, kdy vystřídal Riechedly Bazoera (Ajax měl tou dobou zraněná obě křídla, Němce Amina Younese a Dána Viktora Fischera). Přihrávkou se podílel na gólové akci v nastaveném čase.
V evropských pohárech zažil premiéru o pět dní později 20. srpna, šlo o domácí utkání play-off předkola Evropské ligy 2015/16 proti českému týmu FK Jablonec (výhra Ajaxu 1:0, Černý se dostal na hřiště v 85. minutě, vystřídal Anwara El Ghaziho). První gól za Ajax vstřelil 26. listopadu 2015 v základní skupině Evropské ligy 2015/16 proti skotskému mužstvu Celtic FC na jeho hřišti, šlo o vítěznou trefu v 88. minutě na konečných 2:1 pro Ajax.

#### Sezóna 2017/18
Černý v říjnu 2017 nedohrál středeční utkání nizozemského poháru s třetiligovým De Dijkem, ve kterém přispěl jedním gólem k výhře 4:1 a postupu do osmifinále. Český křídelník si vážně poranil koleno. Následné vyšetření potvrdilo, že si v pohárovém utkání přetrhl přední zkřížený vaz v koleni a sezóna 2017/18 pro něj předčasně skončila. V polovině prosince se podrobil operaci.

#### Sezóna 2018/19
Černý se po jedenácti měsících vrátil k fotbalu v juniorce Ajaxu v září 2018. V prosinci 2018 poprvé po zranění usedl na lavičku A-týmu. Na začátku roku si připsal první minuty v dresu prvního mužstva, a to, když odehrál pohárové utkání proti Heerenveenu. V zimním přestupovém období odmítl odchod právě do Heerenveenu. V sezoně za první mužstvo nastoupil jen ve třech pohárových duelech, jinak působil v rezervě.
Celkem za Ajax ve 29 soutěžních zápasech zaznamenal čtyři góly a šest asistencí.

### FC Utrecht
Černý v červenci 2019 přestoupil do jiného nizozemského klubu, a to do Utrechtu, s vidinou většího herního vytížení. Podle deníku De Telegraaf přestupová částka měla být 750 000 eur. Černý s novým zaměstnavatelem podepsal smlouvu na tři roky. Za klub nastoupil v ročníku 2019/20 do 19 soutěžních utkání a dal dva góly.

### Twente

#### Sezóna 2020/21
V červenci 2020 odešel Černý z Utrechtu na roční hostování do Twente Enschede. Černý svůj první gól v dresu Twente vstřelil 20. září; otevřel skóre zápasu na hřišti Feyenoordu Rotterdam ve druhé minutě a zasloužil se tak o remízu 1:1. Černý se o týden později podílel na vítězství Twente nad Groningenem 3:1. Černý se 3. října potřetí za sebou střelecky prosadil. Ve 48. minutě otevřel skóre utkání proti Emmenu. Na vítězství to ale tentokrát nestačilo, hosté dokázali vyrovnat na konečných 1:1.
Pro Černého v lednu opět předčasně skončila sezona. V zápase nizozemské ligy s Ajaxem si totiž přetrhnul vaz v koleni. V 17 soutěžních utkáních v sezóně zaznamenal Černý šest gólů a sedm asistencí a díky dobrým výkonům se poprvé dostal do reprezentačního A-týmu.

#### Sezóna 2021/22
Černý na začátku července 2021 přestoupil z Utrechtu do Twente na trvalo; podepsal dvouletou smlouvu s opcí na další dva roky. Černý se po devítiměsíční absenci vrátil do tréninku týmu Twente Enschede v říjnu 2021. Na hřiště se poprvé po zranění dostal 20. listopadu, kdy nastoupil na závěrečné minuty ligového utkání proti Spartě Rotterdam. V jarní části sezóny nastupoval Černý do zápasu nejčastěji jako střídající hráč, dohromady nastoupil do 18 ligových utkání, v nichž vstřelil jednu branku.

#### Sezóna 2022/23
Černý začal sezónu 2022/23 ve skvělé formě, na začátku září měl na svém kontě už pět vstřelených branek po devíti odehraných zápasech; dvakrát se prosadil při výhře 2:1 nad PSV Eindhoven a při výhře 4:0 nad SBV Excelsior.
Twente opětovně útočilo na pohárové pozice tabulky nizozemské ligy. V polovině května celek z Enschede porazil Nijmegen vysoko 4:0 a velkou měrou k tomu přispěl i Černý. V prvním poločase otevíral skóre, po změně stran pak připravil dvě branky pro své spoluhráče a v závěru si při střídání užil ovace fanoušků. Šlo už o jeho dvanáctou branku v sezóně.
Černému se vydařila sezona v nizozemské lize, nasbíral v ní 14 branek a 13 asistencí. Twente pomohl k pátému místu v základní části a k postupu do Evropské konferenční ligy. V Enschede strávil tři sezóny, během nichž se stal stabilní součástí sestavy a také jedním z hlavních pilířů. 
V červnu se stal předmětem přestupových spekulací, o jeho služby projevil zájem německý Wolfsburg.

### Wolfsburg
Černý na konci června očekávaně uzavřel kontrakt s Wolfsburgem, kam přestoupil z Twente. Oba kluby se nakonec dohodly na odstupném ve výši 8 miliónů eur, u bundesligového celku podepsal rodák z Příbrami smlouvu na čtyři roky.

## Reprezentační kariéra
Václav Černý nastupoval za české reprezentační výběry U16, U17 a U19.
V září 2015 debutoval v české reprezentaci U21 pod trenérem Vítězslavem Lavičkou proti týmu Malty (výhra 4:1). Ve věku 17 let a 322 dnů se tak stal historicky nejmladším českým reprezentantem v této kategorii, překonal věkový rekord Michala Švece (18 let a 6 dní). Trenér Vítězslav Lavička jej v červnu 2017 vzal na Mistrovství Evropy hráčů do 21 let v Polsku. Český tým obsadil se třemi body 4. místo v základní skupině C.

### A-tým
V dresu české seniorské reprezentace Černý debutoval 11. listopadu 2020, když odehrál první poločas přátelského utkání proti Německu. Svůj soutěžní debut si odbyl o týden později, a to v utkání Ligy národů proti Slovensku. Asistencí na branku Zdeňka Ondráška pomohl k výhře 2:0.
Ze zdravotních důvodů nemohl být nominován na EURO v červnu 2021.
Do reprezentace se vrátil v červnu 2022 na zápasy Ligy národů proti Španělsku, Švýcarsku a Portugalsku. Odehrál jen půlhodinu proti španělskému týmu a při remíze 2:2 si připsal asistenci na branku Jana Kuchty.
Své první reprezentační góly vstřelil v listopadu 2022 v přátelských zápasech proti Faerským ostrovům (výhra 5:0) a proti Turecku (prohra 1:2).
Dne 17. června 2023 se dvěma brankami podílel na výhře 3:0 nad Faerskými ostrovy v zápase kvalifikace na mistrovství Evropy.

## Osobní život
Jeho otcem je šéftrenér mládeže 1. FK Příbram Václav Černý.
Jeho oblíbeným týmem je španělský Real Madrid.

## Reprezentační góly
| Gól | Datum              | Místo                                    | Soupeř          | Skóre | Result | Competition                                       |
| --- | ------------------ | ---------------------------------------- | --------------- | ----- | ------ | ------------------------------------------------- |
| 1.  | 16. listopadu 2022 | Andrův stadion, Olomouc, Česko           | Faerské ostrovy | 4:0   | 5:0    | Přátelský zápas                                   |
| 2.  | 19. listopadu 2022 | Gaziantep Stadium, Gaziantep, Turecko    | Turecko         | 1:1   | 1:2    | Přátelský zápas                                   |
| 3.  | 17. června 2023    | Tórsvøllur, Tórshavn, Faerské ostrovy    | Faerské ostrovy | 2:0   | 3:0    | Kvalifikace na Mistrovství Evropy ve fotbale 2024 |
| 4.  | 17. června 2023    | Tórsvøllur, Tórshavn, Faerské ostrovy    | Faerské ostrovy | 3:0   | 3:0    | Kvalifikace na Mistrovství Evropy ve fotbale 2024 |
| 5.  | 7. září 2023       | Fortuna Arena, Praha, Česko              | Albánie         | 1:0   | 1:1    | Kvalifikace na Mistrovství Evropy ve fotbale 2024 |
| 6.  | 7. června 2024     | Untersberg-Arena, Grödig, Rakousko       | Malta           | 7:1   | 7:1    | Přátelský zápas                                   |
| 7.  | 25. března 2025    | Estádio Algarve, Faro/Loulé, Portugalsko | Gibraltar       | 1:0   | 4:0    | Kvalifikace na Mistrovství světa ve fotbale 2026  |

## Úspěchy

### Individuální
- Za rok 2015 zvítězil v české anketě Fotbalista roku v kategorii Talent roku.[45][46]